# Abbaye de Stična
L’abbaye de Stična (en allemand « Kloster Sittich », en slovène « Samostan Stična ») est une abbaye cistercienne en activité, située en Basse-Carniole (Slovénie). Fondée en 1136, elle est dissoute par Joseph II en 1784. La vie monastique y reprend en 1898.

## Situation
L'abbaye est située dans la vallée du Stiški potok, à l'endroit où l'étroite vallée de cette petite rivière sort des préalpes slovènes (sl) pour confluer avec la Višnjica, elle-même affluent de rive gauche de la Krka. Elle est située dans le village éponyme (en), à environ deux kilomètres au nord de la ville d'Ivančna Gorica.

## Histoire

### Fondation

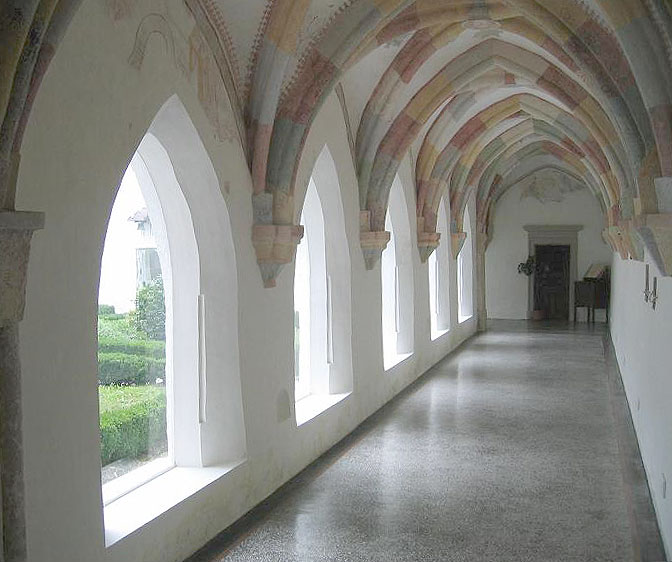
Le cloître de l'abbaye.

Vers 1132, le patriarche d'Aquilée, Pellegrin ou Peregrin (en), demande aux cisterciens de venir s'établir dans la partie slave de son territoire (c'est-à-dire l'actuelle Slovénie). Il s'adresse aux cisterciens de Rein, abbaye également située sur sa juridiction, mais dans la partie germanique (Carinthie). Ceux-ci envoient un groupe fonder l'abbaye, accompagnés de Michel, le maître-d'œuvre de la construction (« cementarius »),.

### L'abbaye médiévale
L'église abbatiale est consacrée le 8 juillet 1156.
Durant la seconde moitié du XVe siècle, les incursions ottomanes font de gros dégâts. Après les premiers pillages, l'abbaye est fortifiée, dotée d'une enceinte et de tours.

### La reconstruction baroque et la fermeture
Au XVIIe siècle, le monastère, qui connaît une période de renouveau, est également reconstruit dans un style baroque. C'est tout d'abord l'église abbatiale qui est reconstruite, sous l'abbatiat de Jakob Reinprecht (1603-1626) : le plafond plat est remplacé par une voûte baroque plus basse, une travée de l'église est supprimée côté occidental, la décoration est entièrement reprise.
Dans un deuxième temps, de nombreuses constructions annexes font leur apparition, en particulier une prélature, mais aussi le clocher baroque de l'église. En 1746, sous la direction de Candido Zulliani (sl), d'autres aménagements sont effectués : décoration de la tour d'entrée, reconstruction du dortoir et de la chapelle de l'abbé
En 1766, une seconde période de décoration baroque de l'église abbatiale est lancée. Le peintre carniolien Fortunat Bergant (sl) peint les quatorze stations du chemin de croix.
En 1784, l'abbaye est dissoute par la décision de l'empereur Joseph II.

### La reprise de la vie monastique
Le 4 octobre 1898, des moines de l'abbaye de Mehrerau fondent à nouveau l'abbaye, qui est placée sous la juridiction de cette dernière. L'abbé Gerhard Maier est accompagné de six moines.

### AuXXesiècle

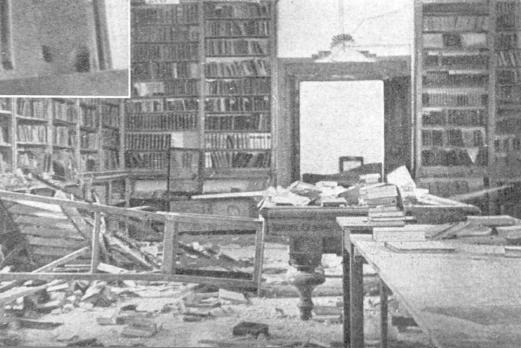
La bibliothèque en 1945, à la fin de la Seconde Guerre mondiale.

Durant la Seconde Guerre mondiale, l'abbaye est pillée par les nazis. Au sortir de la guerre, alors que l'abbé est Avguštin Kostelca, l'abbaye n'est pas fermée par Tito, mais l'incertitude plane durant plus de quinze ans. De nombreux moines sont arrêtés, emprisonnés, interrogés ; le monastère est peu à peu dépossédé de tous ses biens, sauf l'église, le cloître et le cimetière. Après les années 1960, les persécutions s’atténuent et de nouvelles recrues font profession religieuse. En 1963, le nouvel abbé est Rafael Ašič, remplacé en 1979 par Anton Nadrah. Le maintien de l'abbaye durant toute la période titiste vaut au monastère d'accueillir un moine trappiste de l'abbaye Notre-Dame de Délivrance (situé à Brestanica (sl)), qui a été fermé ; le père Norbert vient en conséquence demeurer et prier à Stična, où il meurt en 2004.
La restauration du monastère est menée par les architectes Jože Plečnik, Anton Bitenc (sl) et Svetozar Križaj.

## L'abbaye

### L'église abbatiale médiévale
L'église abbatiale médiévale n'était pas conçue suivant le plan traditionnel cistercien (dont le modèle est l'abbaye de Fontenay) ; au contraire, elle s'inspirait des conceptions architecturales de Cluny. Si l'abbatiale compte bien trois nefs (une principale et deux collatérales), elle , elle comporte cinq absides, ajout rare dans l'architecture cistercienne. C'était un vaste édifice, à l'époque la plus grande église de l'actuelle Slovénie.

### L'église abbatiale baroque

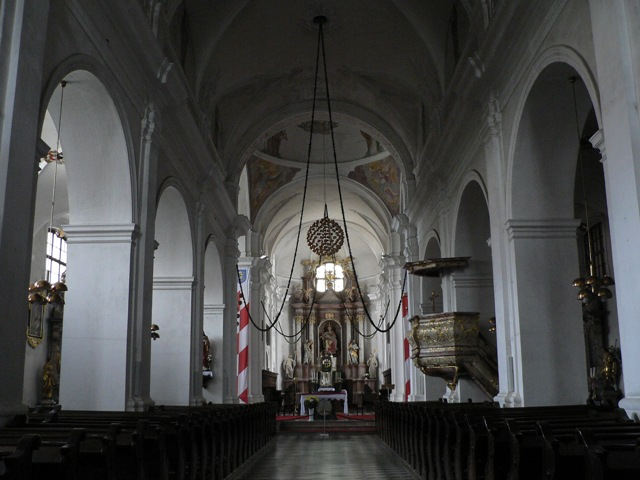
L'intérieur de l'église abbatiale.

L'église abbatiale est conservée, mais raccourcie d'une travée du côté ouest (côté de la façade principale, à l'opposé du chœur : la nef n'en compte plus que six au lieu des sept de l'abbaye romane. Elle est également plus basse : l'ancienne église était dominée par un simple plafond plat en bois ; la rangée supérieure de fenêtres, qui éclairait naguère la partie haute de l'abbatiale, est aujourd'hui située au-dessus de voûtes baroques.